# براندون مارينو
براندون مارينو (بالإنجليزية: Brandon Marino)‏ هو لاعب هوكي الجليد أمريكي، ولد في 4 يونيو 1986 في ريفرسايد في الولايات المتحدة.

## وصلات خارجية
- براندون مارينو على موقع دوري الهوكي الوطني (الإنجليزية)
- براندون مارينو على موقع EliteProspects.com (الإنجليزية)
- براندون مارينو على موقع HockeyDB.com (الإنجليزية)